# Lucifugum
A Lucifugum ukrán black metal együttes. 1995-ben alakult meg Zsitomirban.

## Története
A zenekart Khlyst költő-zeneszerző, Bal-a-Myth gitáros-basszusgitáros és Faunus énekes alapították.  Faunus 2001-ben elhagyta az együttest, Bal-a-Myth pedig 2002 októberében elhunyt.  1995-től 1997-ig négy demót és egy split lemezt (a honfitárs Nokturnal Mortum zenekarral) adtak ki, majd 1999-ben megjelentették első nagylemezüket. Ezt 2000-ben követte a második. 2001-ben egy válogatáslemezt és a harmadik albumukat dobták piacra. 2004-ben Khlyst áthelyezte székhelyét Mikolajiv városába. 
A Lucifugum zenéje több stílusba sorolható: 1996-tól 2000-ig szimfonikus black metalt játszottak, 2001-től 2003-ig black és thrash metal műfajt űzték (némi death metalos beütéssel), 2004 óta pedig színtiszta black metalt játszanak.
Érdekesség, hogy szintén 1995-ben alakult egy ugyanilyen nevű spanyol black metal együttes is.

## Tagok
- Khlyst - szövegírás (1995-), dob programozás (2008-), ének (2014-)
- Stabaath - gitár, basszusgitár (2004-), ének (2004-2014), billentyűk (2005)

## Korábbi tagok
- Bal-a-Myth - gitár, basszusgitár (1995-2002)
- Faunus - ének (1995-2001)

## Diszkográfia
- The Kingdom Sorrow...Behind the Northern Wind (demó, 1995)
- Gates of Nocticula (demó, 1996)
- Path of Wolf (demó, 1997)
- Path of the Wolf / Return of the Vampire Lord (split lemez a Nokturnal Mortum-mal, 1997)
- Сквозь равнодушное небо (demó, 1997)
- On the Sortilage of Christianity (album, 1999)
- On Hooks to Pieces! (album, 2000)
- Instinct Prevelance (válogatáslemez, 2001)
- ...and the Wheel Keeps Crunching (album, 2001)
- Клеймо эгоизма (kazetta, 2002)
- Antidogmatic (EP, 2003)
- ...Back to Chopped Down Roots (album, 2003)
- Sociopath: Philosophy Cynicism (album, 2003)
- Vector33 (album, 2005)
- The Supreme Art of Genocide (album, 2005)
- Involtation (album, 2006)
- Sectane Satani (album, 2007)
- Acme Adeptum (album, 2008)
- Xa Heresy (album, 2010)
- Od Omut Serpenti (album, 2012)
- Sublimessiah (album, 2014)
- Agonia Agnosti (album, 2016)
- Infernalistica (album, 2018)
- Tri nity limb ritual (album, 2020)